# Tandadtenga
Tandadtenga est une localité située dans le département de Yargo de la province du Kouritenga dans la région Centre-Est au Burkina Faso.

## Géographie
Les communes voisines de Silmaiougou-Peulh et Silmaiougou-Yarcé lui sont associées.

## Santé et éducation
Le centre de soins le plus proche de Tandadtenga est le centre de santé et de promotion sociale (CSPS) de Yargo tandis que le centre médical avec antenne chirurgicale (CMA) se trouve à Koupéla.
Le village possède une école primaire publique.